# Роберт Оберраух
Роберт Оберраух (італ. Robert Oberrauch, нар. 6 листопада 1965, Больцано) — італійський хокеїст, що грав на позиції захисника. Грав за збірну команду Італії. Тричі брав участь у зимових Олімпійських іграх у 1992, 1994 та 1998 роках.

## Ігрова кар'єра
Професійну хокейну кар'єру розпочав 1986 року.
Усю професійну клубну ігрову кар'єру, що тривала 13 років, провів, захищаючи кольори команди «Больцано».
Виступав за збірну Італії.

## Досягнення та нагороди
- Чемпіон Італії: 8:

«Больцано»: 1982—83, 1983—84, 1984—85, 1987—88, 1994—95, 1995—96, 1996—97, 1997—98
- Альпенліга: 1:

«Больцано»: 1993—1994
- Турнір Шести Націй: 1:

«Больцано»: 1994—1995
- Чемпіонат світу з хокею із шайбою (дивізіон I): 1:

1991